# Ove Balthasar Bøggild
Ove Balthasar Bøggild, född den 16 maj 1872 i Jetsmarks socken vid Brønderslev på Jylland, död den 13 november 1956 i Köpenhamn, var en dansk mineralog och geolog.
Bøggild blev student i Ålborg 1890, cand.mag. 1896, blev samma år assistent vid Mineralogisk museum i Köpenhamn, 1904 docent i geologi och mineralogi vid Polyteknisk læreanstalt. Efter Niels Viggo Ussings död utnämndes han 1912 till professor i mineralogi vid Köpenhamns universitet och till direktör för Mineralogisk museum, befattningar vilka han lämnade 1942.
Han ägnade sig företrädesvis åt mineralogin och behandlade särskilt grönländska mineral samt gjort forskningsresor till Färöarna, Grönland och förutvarande Danska Västindien. Bland hans mineralogiska arbeten kan särskilt nämnas Mineralogia groenlandica (1905) på 625 sidor. Detta arbete utgav han i reviderad och utökad upplaga på engelska 1953 under titeln The Mineralogy of Greenland. 
Inom geologin sysselsatte han sig med glacialgeologiska bottenprov från havsundersökningsexpeditioner, bland annat från den danska Ingolf- och den nederländska Sibogaexpeditionen. Inom Danmarks geologi behandlade han även frågor om Danmarks sedimentära bildningar, till exempel Den vulkanske aske i moleret samt en oversigt över Danmarks ældre tertiærbjærgarter (1920). Han blev 1913 medlem av Commissionen for ledelsen af de geologiske og geografiske undersøgelser i Grønland samt 1919 ledamot av Det Kongelige Danske Videnskabernes Selskab och 1920 Fysiografiska sällskapet i Lund.